# アシーナ・オナシス・デ・ミランダ

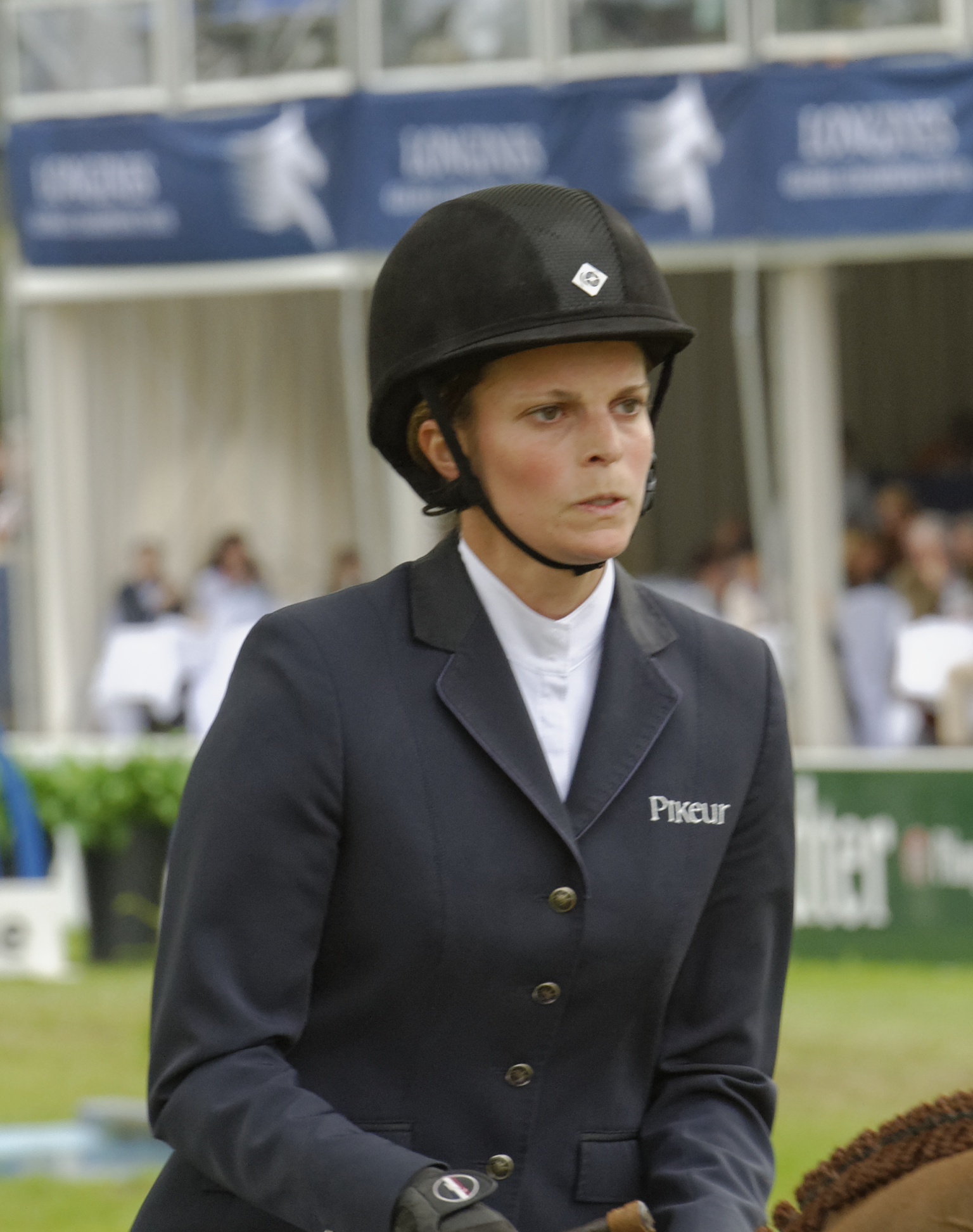
(2013)

アシーナ・オナシス・デ・ミランダ（Athina Onassis de Miranda、1985年1月29日 - ）は障害馬術選手。ギリシャの海運王アリストテレス・オナシスのただ一人の子孫。彼女のミドルネームは長年不明であり、クリスティナかアレクサンドラだと思われてきたが、2005年の彼女の結婚式において彼女の出生時の名前がアシーナ・エレーヌ・ルーセルであることがわかった。
クリスティナ・オナシスと彼女の四番目の夫で、フランスの製薬会社ルーセル・ユクラフの後継者であるティエリー・ルーセルの一人娘としてヌイイ＝シュル＝セーヌに生まれた。2005年に障害馬術選手のアルバロ・アルフォンソ・デ・ミランダ・ネトと結婚、2006年には名前をアシーナ・オナシス・デ・ミランダと法的に変更した。2016年、アルバロと離婚した。